# Palais San Giacomo
Le palais San Giacomo (palais Saint-Jacques, aujourd'hui connu comme l'« hôtel de ville ») est un palais néo-classique situé dans le centre de Naples, en Italie. Il se trouve devant le Castel Nuovo. Il abrite les bureaux de la municipalité.

## Histoire et description
En 1816, le roi Ferdinand Ier commande la construction d'un bâtiment qui centralise les ministères de son gouvernement. Les anciennes constructions sur le site sont démolies ou intégrées à l'ensemble, comme la basilique San Giacomo degli Spagnoli.

Les travaux furent terminés en 1825 par l'architecte Stefano Gasse. Dans l'atrium, se trouvent deux statues des rois Roger II de Sicile et Frédéric Barberousse. Les statues des rois de la dynastie Bourbon, Ferdinand Ier et François Ier, qui s'y sont également trouvées ont été depuis remplacées par des figures allégoriques. L'entrée possède aussi une tête sculptée de la sirène Parthénope, qui représente la ville.

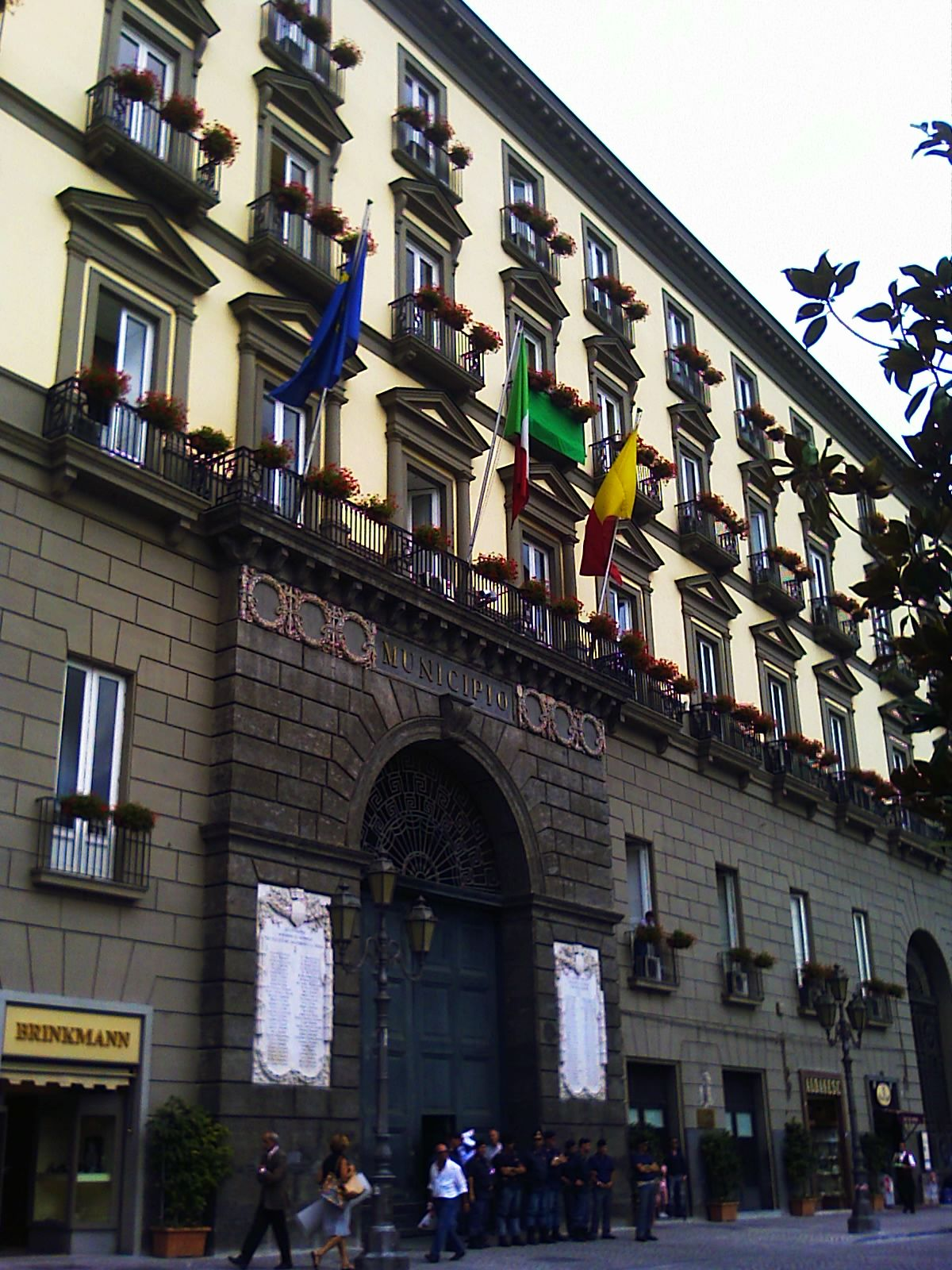
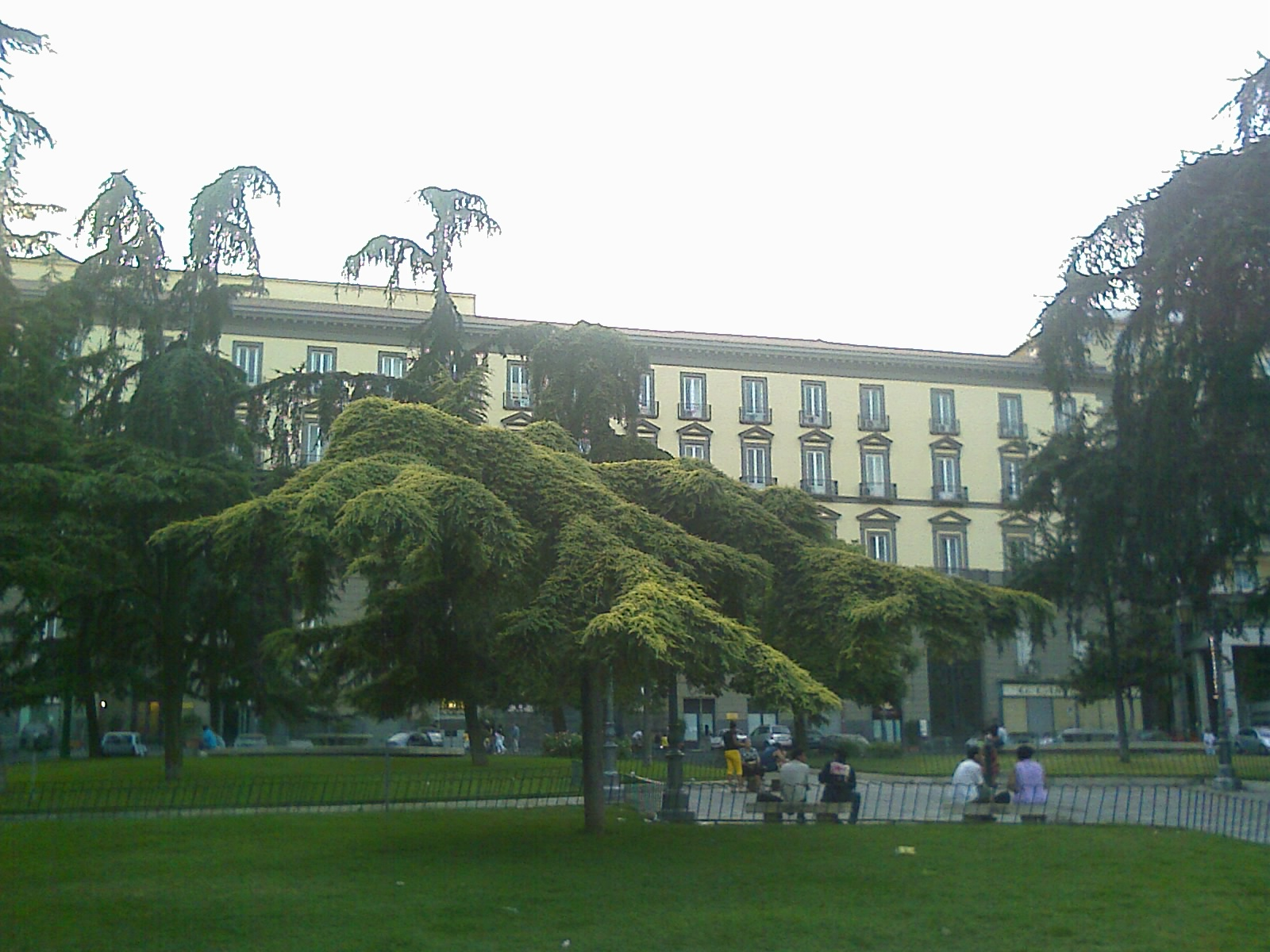
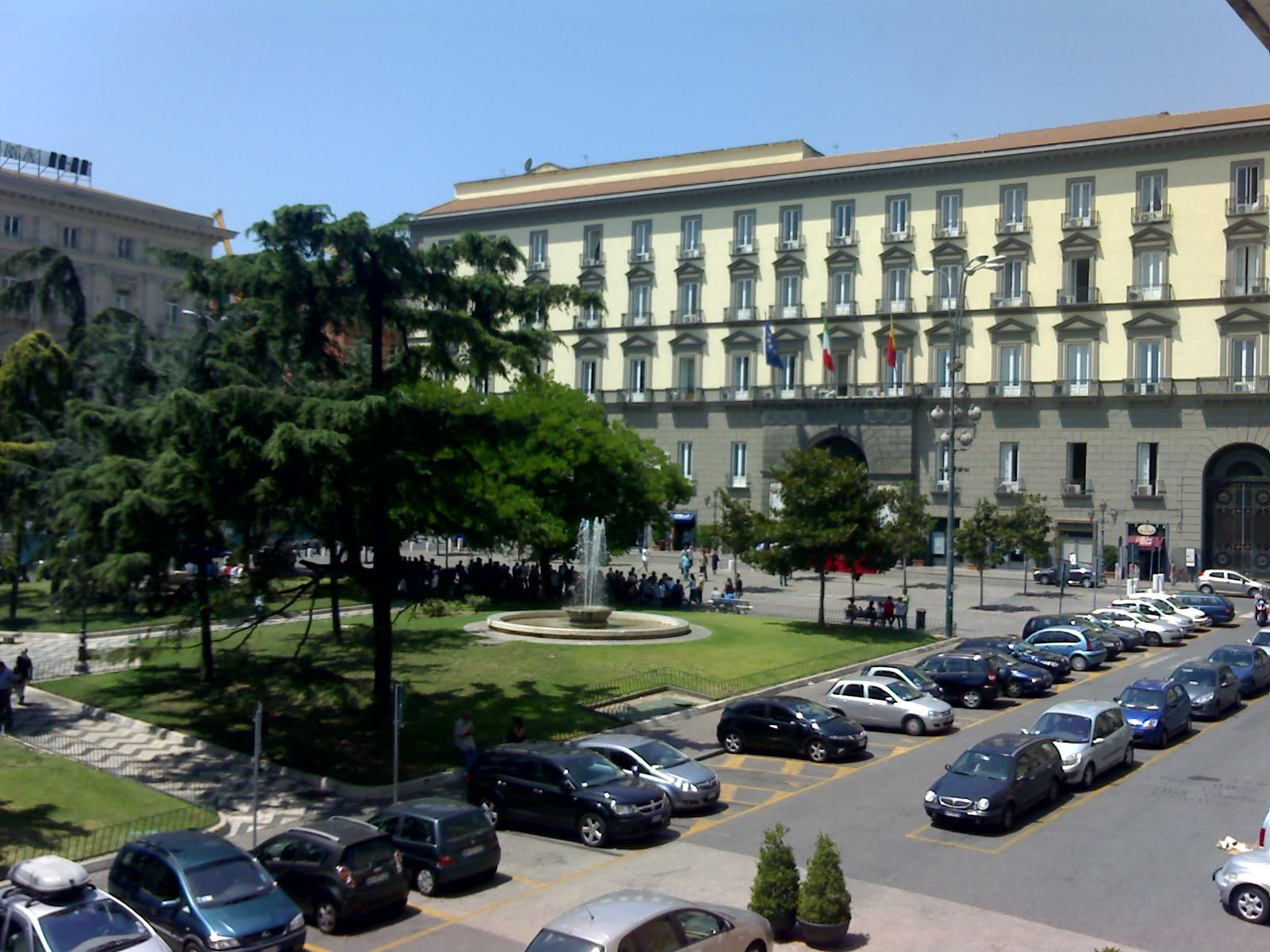

## Source
- (en) Cet article est partiellement ou en totalité issu de l’article de Wikipédia en anglais intitulé « Palazzo San Giacomo, Naples » (voir la liste des auteurs).